# 癒しの香ギャラリー
『癒しの香ギャラリー』（いやしのこうギャラリー）は、2008年8月~2018年8月の10年間、株式会社日本香堂が提供していたポッドキャスト番組ならびにインターネットラジオ番組である。

## 概要
"癒し"をテーマにリスナーからの投稿と音楽で構成。投稿が採用されると「癒し系グッズ」がもらえる仕組み。
2016年8月で放送8周年を迎えた。
番組開始当時は、真保繭子とストレス溜男がペアで月1回更新で配信していたが、2009年10月より一人一曜日担当制度に移行した。
なお、真保繭子は2011年3月で1度降板したが、2013年10月よりレギュラーに復帰した。
また木曜日の楽曲投稿コーナー「私のつくった癒しの音楽コーナー」では、アマチュアミュージシャンからの募集をメインにしていたが、2011年からはTWICEなどのメジャーレーベルで活動するミュージシャンからの応募もある。
現在のpodcast配信は、各曜日の定番コーナーのみ（2014年4月より）
2017年10月より、海外向けフル英語バージョンの「Chillin' J」配信開始。
2018年8月に番組終了。

## 番組終了時のパーソナリティ
- 志摩淳（日曜日2009年10月 - ）
- 岩澤居待（月曜日2009年10月 -　※2009年10月 - 2011年3月まで火曜日担当）
- 真保繭子（火曜日2013年10月 -　※2008年8月 - 2011年3月他曜日担当）
- 佐竹海莉（水曜日2009年10月 - ）
- 砕牙鴇（木曜日2011年4月 - ）
- 友利花（金曜日2012年10月 - ）
- 棟方ナオ（土曜日2015年6月 -　※2009年10月 - 2012年9月他曜日担当）
- ロバートソン夏妃（2017年10月 -  ※海外向け英語版担当）

## パーソナリティの変遷
- たまお（ストレス溜男）（2008年8月 - 2011年3月）
- 相葉ゆきこ（2009年10月 - 2012年9月）
- 塙英子（火曜日2011年4月 - 2013年9月）
- 上山咲（土曜日2012年10月 - 2015年5月）

## イメージキャラクター
- アンナ（2009年10月 - ）
- 春山弥生（2011年11月 - ）
- 工藤裕生（2009年10月 - 2011年10月）
- なかたゆき（2009年10月 - 2011年10月）

## テーマソング
- 前テーマ
恋とはどんなものかしら（-フィガロの結婚より-） / 演奏：ジャー・パンファン with 美野春樹トリオ
- 後テーマ 
アモーレ / 里アンナ

## コーナー（※番組終了時）

### 日曜日
ヒーリングシネマ
様々な映画を志摩が紹介する。
ゆるりミュージアム散歩
気軽に立ち寄れる美術館や博物館を紹介するコーナー。

### 月曜日
居待のなんでも総選挙！
居待の独断と偏見で様々なものをランキング形式で発表する。
資格一直線!学びの香ギャラリー
以前土曜日に放送したものが復活。資格マニア視点で世の中の資格を語っていく。
今月のUMA
UMA(未確認生命体)を紹介するショートコーナー。

### 火曜日
レッツ・ヒーリング・グルメ
癒される食べ物を紹介するコーナー。癒されスイーツ、癒されオヤツの発展型。
What's Healing Comic？
おすすめの漫画とその漫画に会うドリンクを紹介する。
コクサン音楽畑
真保繭子の音楽ユニット「コクーン・サンライズ」がカヴァー曲に挑戦する。

### 水曜日
佐竹の小芝居
リスナーからの投稿を基に、主にオープニングで披露する。
秘密の小部屋
リスナーからのお悩み相談コーナー。
Lovin' Places
リスナーからの投稿を佐竹が朗読する。

### 木曜日
電脳遊戯
砕牙がゲームについて、独断と偏見で語る。
私のつくった癒しの音楽
一般リスナーが自ら作成し、公募によって選出された様々な癒しの音楽を紹介する。

### 金曜日
Sound sleep oasis
友利花が熟睡について語るコーナー。
Positive Thinking
どんな事でも前向きに考えていくコーナー。

### 土曜日
エムズアンテナ
棟方ナオの心にピッと響く情報を紹介していくコーナー。
メールジャンクション
毎回出題されるテーマに対してリスナーが答えを投稿していくコーナー。
音フェチの館
身の回りの音をマイクを通して聴かせるコーナー。

### 過去
ポエム紹介コーナー「心の栞」
番組開始当初のコーナー。ここぷりの一般ブログの記事に載っているポエムを紹介する。
紅茶でほっとひといき
金曜日に放送。リスナーからの投稿を基に相葉が紅茶について語る。
お城同盟
金曜日に放送。様々なお城をお城好きである相葉が語る。
ふわり漫画時間
金曜日に放送。癒されたり、元気になれるような漫画を紹介する。
思いきり勘違い
土曜日に放送。リスナーから寄せられた、思いきり勘違いしていたことを紹介する。このコーナーは、しばらく行わない時期がある（棟方曰く「お休み」）。
サタデーワンダーチャンネル
土曜日に放送。奇想天外なロマンにスポットを当てる。後に火曜日で火曜ワンダーチャンネルとして放送していた。
大激論!あなたはどっち派!?
土曜日に放送。2012年8月のDJシャッフルトーク内で放送。様々なテーマで「あなたはどっち派ですか?」とメンバーに質問する。
東京ハンバーガー倶楽部
月曜日に放送。様々な地方のハンバーガーを紹介する。
インタルスティンググッズライフ
木曜日に放送。砕牙やリスナーが見つけたおもしろグッズを紹介する。
秘密部隊！スポット当てるんジャー
火曜日に放送。名称からでは内容が判断出来ない団体やサークル等を紹介していく。
ブログdeヒーリング
土曜日に放送。ここぷりの一般ブログの記事を紹介する。
資格一直線!学びの香ギャラリー
土曜日に放送。資格マニアの上山が世の中の資格を語っていく。
おもしろ鉄道百科
月曜日に放送。様々な鉄道路線の楽しみ方を紹介する。
当たり前を学ぼう
火曜日に放送。番組冒頭の朗読から教訓を学び取る。
東急ハンズ売れ筋情報
水曜日に放送。東急ハンズの売れ筋商品を紹介する。
サプリメントワード
日曜日に放送。世の中の「心のサプリ」になるような言葉を紹介する。
想い出本シェルジュ
月曜日に放送。子どもの時に誰もが読んだであろう本を紹介する。

## 番組史
- 2008年11月 - ゲストに歌手の里アンナを迎える。
- 2008年12月 - 通販会社スクロール（2009年10月社名変更：株式会社ムトウ）が運営するブログサイト『ここぷり』とのコラボ企画をスタート。
- 2009年8月 - ゲストに音楽プロデューサー・吉岡一政をゲストに迎える。
- 2009年10月 - 1周年を機に番組改編。各曜日ごとに7人のパーソナリティが担当を受け持つ型に移行。
- 2010年2月 - 東急ハンズ銀座店とのコラボ企画「売れ筋情報」をスタート。
- 2010年3月 - ゲストに6代目三遊亭円楽を迎える。
- 2010年8月 - ゲストにモデルの工藤裕生を迎える。
- 2010年12月 - ゲストに歌手のシータθを迎える。
- 2011年3月 - 真保とたまおが番組を卒業。
- 2011年4月 - 塙と砕牙が加入。また、一部の出演者の担当曜日が変更された。
- 2011年8月 - ゲストにモデルの工藤裕生を迎える。
- 2012年1月 - ゲストに映画監督の山崎貴[注釈 1]を迎える。
- 2012年8月 - ゲストに歌手の里アンナを迎える。
- 2012年9月 - 相葉と棟方が番組を卒業。
- 2012年10月 - 4周年を機に番組改編。友利花と上山が加入。
- 2013年4月 - アンドロイド端末向け配信スタート。
- 2013年9月 - 塙が番組を卒業。
- 2013年10月 - 真保がレギュラー復帰。
- 2013年10月 - iphone向け配信スタート。
- 2014年1月 - ゲストに音楽ユニットの蓬（よもぎ）を迎える。
- 2014年2月 - ゲストに二胡奏者・賈鵬芳（ジャー・パンファン）を迎える。
- 2014年11月 - ゲストに声優・山川琴美を迎える。
- 2016年2月 - ゲストにアイドルユニット・山手壱番館を迎える。
- 2017年7月 - ゲストに声優・山川琴美を迎える。